# ریچانسکی
ریچانسکی (به لاتین: Rychansky) یک منطقهٔ مسکونی در روسیه است که در استان آستراخان واقع شده‌است.